# Ecuador en la clasificación de la Conmebol para la Copa Mundial de Fútbol

## Estadísticas
• Actualizado hasta el partido Perú - Ecuador (10 de junio de 2025).
| Año   | Resultado      | Pos.          | PJ            | PG            | PE            | PP            | GF            | GC            | Dif.          | Goleador(es)                       |
| ----- | -------------- | ------------- | ------------- | ------------- | ------------- | ------------- | ------------- | ------------- | ------------- | ---------------------------------- |
| 1930  | No participó.  | No participó. | No participó. | No participó. | No participó. | No participó. | No participó. | No participó. | No participó. | No participó.                      |
| 1934  | No participó.  | No participó. | No participó. | No participó. | No participó. | No participó. | No participó. | No participó. | No participó. | No participó.                      |
| 1938  | No participó.  | No participó. | No participó. | No participó. | No participó. | No participó. | No participó. | No participó. | No participó. | No participó.                      |
| 1950  | Se retiró.     | Se retiró.    | Se retiró.    | Se retiró.    | Se retiró.    | Se retiró.    | Se retiró.    | Se retiró.    | Se retiró.    | Se retiró.                         |
| 1954  | No participó.  | No participó. | No participó. | No participó. | No participó. | No participó. | No participó. | No participó. | No participó. | No participó.                      |
| 1958  | No participó.  | No participó. | No participó. | No participó. | No participó. | No participó. | No participó. | No participó. | No participó. | No participó.                      |
| 1962  | No clasificado | 6.º           | 2             | 0             | 0             | 2             | 3             | 11            | -8            | Carlos Alberto Raffo (2)           |
| 1966  | No clasificado | 4.º           | 4             | 2             | 1             | 1             | 6             | 5             | +1            |                                    |
| 1970  | No clasificado | 9.º           | 4             | 0             | 1             | 3             | 2             | 8             | -6            | Félix Lasso (1)                    |
| 1974  | No clasificado | 7.º           | 4             | 0             | 2             | 2             | 3             | 8             | -5            | Washington Muñoz (2)               |
| 1978  | No clasificado | 9.º           | 4             | 0             | 1             | 3             | 1             | 9             | -8            | José Fabián Paz y Miño (1)         |
| 1982  | No clasificado | 5.º           | 4             | 1             | 1             | 2             | 2             | 5             | -3            |                                    |
| 1986  | No clasificado | 9.º           | 4             | 0             | 1             | 3             | 4             | 10            | -6            | Fernando Baldeón (2)               |
| 1990  | No clasificado | 7.º           | 4             | 1             | 1             | 2             | 4             | 5             | -1            | Raúl Avilés (2)                    |
| 1994  | No clasificado | 7.º           | 8             | 1             | 3             | 4             | 7             | 7             | 0             | Eduardo Hurtado (3)                |
| 1998  | No clasificado | 6.º           | 16            | 6             | 3             | 7             | 22            | 21            | +1            | Ariel Graziani, Álex Aguinaga (6)  |
| 2002  | Clasificado    | 2.º           | 18            | 9             | 4             | 5             | 23            | 20            | +3            | Agustín Delgado (9)                |
| 2006  | Clasificado    | 3.º           | 18            | 8             | 4             | 6             | 23            | 19            | +4            | Édison Méndez, Agustín Delgado (5) |
| 2010  | No clasificado | 6.º           | 18            | 6             | 5             | 7             | 22            | 26            | -4            | Édison Méndez (4)                  |
| 2014  | Clasificado    | 4.º           | 16            | 7             | 4             | 5             | 20            | 16            | +4            | Felipe Caicedo (7)                 |
| 2018  | No clasificado | 8.º           | 18            | 6             | 2             | 10            | 26            | 29            | -3            | Felipe Caicedo (7)                 |
| 2022  | Clasificado    | 4.º           | 18            | 7             | 5             | 6             | 27            | 19            | +8            | Michael Estrada (6)                |
| 2026  | Clasificado    | 2.º           | 16            | 7             | 7             | 2             | 13            | 5             | +8            | Enner Valencia (5)                 |
| Total | 5 - 18         | 7.º           | 176           | 61            | 45            | 70            | 208           | 223           | -15           | Agustín Delgado (16)               |

### Resultados
| País      | PJ  | PG | PE | PP | GF  | GC  | DG  | EFE   |
| --------- | --- | -- | -- | -- | --- | --- | --- | ----- |
| Argentina | 17  | 4  | 3  | 10 | 16  | 30  | -14 | 27,5% |
| Bolivia   | 18  | 13 | 3  | 2  | 38  | 16  | +22 | 88,3% |
| Brasil    | 14  | 2  | 4  | 8  | 6   | 21  | -15 | 14,6% |
| Chile     | 27  | 7  | 9  | 11 | 26  | 36  | -10 | 42,8% |
| Colombia  | 22  | 6  | 8  | 8  | 16  | 19  | -3  | 46,6% |
| Paraguay  | 19  | 7  | 3  | 9  | 30  | 32  | -2  | 47,6% |
| Perú      | 18  | 7  | 6  | 5  | 26  | 21  | +5  | 53,4% |
| Uruguay   | 24  | 5  | 6  | 13 | 22  | 35  | -13 | 27,5% |
| Venezuela | 18  | 10 | 3  | 5  | 29  | 16  | +13 | 66,6% |
| Total     | 177 | 61 | 45 | 71 | 209 | 226 | -17 | 46,1% |

## Eliminatorias delsigloXX

### Eliminatorias paraChile 1962
- Información según CeroaCero[2]

| Fecha                   | Lugar        |           |                      | Resultado |                      |           |
| ----------------------- | ------------ | --------- | -------------------- | --------- | -------------------- | --------- |
| 4 de diciembre de 1960  | Guayaquil    | Ecuador   | Bandera de Ecuador   | 3:6 (0:4) | Bandera de Argentina | Argentina |
| 17 de diciembre de 1960 | Buenos Aires | Argentina | Bandera de Argentina | 5:0 (1:0) | Bandera de Ecuador   | Ecuador   |

### Eliminatorias paraInglaterra 1966
- Información según CeroaCero[3]

| Fecha                | Lugar        |          |                     | Resultado |                     |          |
| -------------------- | ------------ | -------- | ------------------- | --------- | ------------------- | -------- |
| 20 de julio de 1965  | Barranquilla | Colombia | Bandera de Colombia | 0:1 (0:0) | Bandera de Ecuador  | Ecuador  |
| 25 de julio de 1965  | Guayaquil    | Ecuador  | Bandera de Ecuador  | 2:0 (1:0) | Bandera de Colombia | Colombia |
| 15 de agosto de 1965 | Guayaquil    | Ecuador  | Bandera de Ecuador  | 2:2 (1:1) | Bandera de Chile    | Chile    |
| 22 de agosto de 1965 | Santiago     | Chile    | Bandera de Chile    | 3:1 (1:1) | Bandera de Ecuador  | Ecuador  |

#### Desempate
- Información según CeroaCero[4]

| Fecha                 | Lugar |       |                  | Resultado |                    |         |
| --------------------- | ----- | ----- | ---------------- | --------- | ------------------ | ------- |
| 12 de octubre de 1965 | Lima  | Chile | Bandera de Chile | 2:1 (2:0) | Bandera de Ecuador | Ecuador |

### Eliminatorias paraMéxico 1970
- Información según CeroaCero[5]

| Fecha               | Lugar      |         |                    | Resultado |                    |         |
| ------------------- | ---------- | ------- | ------------------ | --------- | ------------------ | ------- |
| 6 de julio de 1969  | Guayaquil  | Ecuador | Bandera de Ecuador | 0:2 (0:1) | Bandera de Uruguay | Uruguay |
| 20 de julio de 1969 | Montevideo | Uruguay | Bandera de Uruguay | 1:0 (0:0) | Bandera de Ecuador | Ecuador |
| 27 de julio de 1969 | Santiago   | Chile   | Bandera de Chile   | 4:1 (0:0) | Bandera de Ecuador | Ecuador |
| 3 de agosto de 1969 | Guayaquil  | Ecuador | Bandera de Ecuador | 1:1 (1:0) | Bandera de Chile   | Chile   |

### Eliminatorias paraAlemania 1974
- Información según CeroaCero[6]

| Fecha               | Lugar      |          |                     | Resultado |                     |          |
| ------------------- | ---------- | -------- | ------------------- | --------- | ------------------- | -------- |
| 21 de junio de 1973 | Bogotá     | Colombia | Bandera de Colombia | 1:1 (1:0) | Bandera de Ecuador  | Ecuador  |
| 28 de junio de 1973 | Guayaquil  | Ecuador  | Bandera de Ecuador  | 1:1 (1:0) | Bandera de Colombia | Colombia |
| 1 de julio de 1973  | Quito      | Ecuador  | Bandera de Ecuador  | 1:2 (1:1) | Bandera de Uruguay  | Uruguay  |
| 8 de julio de 1973  | Montevideo | Uruguay  | Bandera de Uruguay  | 4:0 (3:0) | Bandera de Ecuador  | Ecuador  |

### Eliminatorias paraArgentina 1978
- Información según CeroaCero[7]

| Fecha                 | Lugar     |         |                    | Resultado |                    |         |
| --------------------- | --------- | ------- | ------------------ | --------- | ------------------ | ------- |
| 20 de febrero de 1977 | Quito     | Ecuador | Bandera de Ecuador | 1:1 (0:1) | Bandera de Perú    | Perú    |
| 27 de febrero de 1977 | Guayaquil | Ecuador | Bandera de Ecuador | 0:1 (0:1) | Bandera de Chile   | Chile   |
| 12 de marzo de 1977   | Lima      | Perú    | Bandera de Perú    | 4:0 (1:0) | Bandera de Ecuador | Ecuador |
| 20 de marzo de 1977   | Santiago  | Chile   | Bandera de Chile   | 3:0 (1:0) | Bandera de Ecuador | Ecuador |

### Eliminatorias paraEspaña 1982
- Información según CeroaCero[8]

| Fecha               | Lugar     |          |                     | Resultado |                     |          |
| ------------------- | --------- | -------- | ------------------- | --------- | ------------------- | -------- |
| 17 de mayo de 1981  | Guayaquil | Ecuador  | Bandera de Ecuador  | 1:0 (0:0) | Bandera de Paraguay | Paraguay |
| 24 de mayo de 1981  | Guayaquil | Ecuador  | Bandera de Ecuador  | 0:0       | Bandera de Chile    | Chile    |
| 31 de mayo de 1981  | Asunción  | Paraguay | Bandera de Paraguay | 3:1 (0:0) | Bandera de Ecuador  | Ecuador  |
| 14 de junio de 1981 | Santiago  | Chile    | Bandera de Chile    | 2:0 (1:0) | Bandera de Ecuador  | Ecuador  |

### Eliminatorias paraMéxico 1986
- Información según CeroaCero[9]

| Fecha               | Lugar      |         |                    | Resultado |                    |         |
| ------------------- | ---------- | ------- | ------------------ | --------- | ------------------ | ------- |
| 3 de marzo de 1985  | Quito      | Ecuador | Bandera de Ecuador | 1:1 (1:1) | Bandera de Chile   | Chile   |
| 10 de marzo de 1985 | Montevideo | Uruguay | Bandera de Uruguay | 2:1 (1:0) | Bandera de Ecuador | Ecuador |
| 17 de marzo de 1985 | Santiago   | Chile   | Bandera de Chile   | 6:2 (4:2) | Bandera de Ecuador | Ecuador |
| 31 de marzo de 1985 | Quito      | Ecuador | Bandera de Ecuador | 0:2 (0:0) | Bandera de Uruguay | Uruguay |

### Eliminatorias paraItalia 1990
- Información según CeroaCero[10]

| Fecha                    | Lugar        |          |                     | Resultado |                     |          |
| ------------------------ | ------------ | -------- | ------------------- | --------- | ------------------- | -------- |
| 20 de agosto de 1989     | Barranquilla | Colombia | Bandera de Colombia | 2:0 (1:0) | Bandera de Ecuador  | Ecuador  |
| 3 de septiembre de 1989  | Guayaquil    | Ecuador  | Bandera de Ecuador  | 0:0       | Bandera de Colombia | Colombia |
| 10 de septiembre de 1989 | Asunción     | Paraguay | Bandera de Paraguay | 2:1 (1:0) | Bandera de Ecuador  | Ecuador  |
| 24 de septiembre de 1989 | Guayaquil    | Ecuador  | Bandera de Ecuador  | 3:1 (1:1) | Bandera de Paraguay | Paraguay |

### Eliminatorias paraEstados Unidos 1994
- Información según FIFA[11]

#### Primera ronda
| Fecha                | Lugar      |         |                    | Resultado |                      |           |
| -------------------- | ---------- | ------- | ------------------ | --------- | -------------------- | --------- |
| 18 de julio de 1993  | Guayaquil  | Ecuador | Bandera de Ecuador | 0:0       | Bandera de Brasil    | Brasil    |
| 1 de agosto de 1993  | Montevideo | Uruguay | Bandera de Uruguay | 0:0       | Bandera de Ecuador   | Ecuador   |
| 8 de agosto de 1993  | Quito      | Ecuador | Bandera de Ecuador | 5:0 (2:0) | Bandera de Venezuela | Venezuela |
| 15 de agosto de 1993 | La Paz     | Bolivia | Bandera de Bolivia | 1:0 (1:0) | Bandera de Ecuador   | Ecuador   |

#### Segunda ronda
| Fecha                    | Lugar        |           |                      | Resultado |                    |         |
| ------------------------ | ------------ | --------- | -------------------- | --------- | ------------------ | ------- |
| 22 de agosto de 1993     | São Paulo    | Brasil    | Bandera de Brasil    | 2:0 (1:0) | Bandera de Ecuador | Ecuador |
| 5 de septiembre de 1993  | Guayaquil    | Ecuador   | Bandera de Ecuador   | 0:1 (0:1) | Bandera de Uruguay | Uruguay |
| 12 de septiembre de 1993 | Puerto Ordaz | Venezuela | Bandera de Venezuela | 2:1 (1:1) | Bandera de Ecuador | Ecuador |
| 19 de septiembre de 1993 | Guayaquil    | Ecuador   | Bandera de Ecuador   | 1:1 (0:1) | Bandera de Bolivia | Bolivia |

### Eliminatorias paraFrancia 1998
- Información según FIFA[12]

#### Primera ronda
| Fecha                   | Lugar     |          |                     | Resultado |                      |           |
| ----------------------- | --------- | -------- | ------------------- | --------- | -------------------- | --------- |
| 24 de abril de 1996     | Guayaquil | Ecuador  | Bandera de Ecuador  | 4:1 (0:0) | Bandera de Perú      | Perú      |
| 2 de junio de 1996      | Quito     | Ecuador  | Bandera de Ecuador  | 2:0 (0:0) | Bandera de Argentina | Argentina |
| 6 de julio de 1996      | Santiago  | Chile    | Bandera de Chile    | 4:1 (1:0) | Bandera de Ecuador   | Ecuador   |
| 1 de septiembre de 1996 | Quito     | Ecuador  | Bandera de Ecuador  | 1:0 (1:0) | Bandera de Venezuela | Venezuela |
| 9 de octubre de 1996    | Quito     | Ecuador  | Bandera de Ecuador  | 0:1 (0:0) | Bandera de Colombia  | Colombia  |
| 10 de noviembre de 1996 | Asunción  | Paraguay | Bandera de Paraguay | 1:0 (1:0) | Bandera de Ecuador   | Ecuador   |
| 12 de enero de 1997     | La Paz    | Bolivia  | Bandera de Bolivia  | 2:0 (2:0) | Bandera de Ecuador   | Ecuador   |
| 12 de febrero de 1997   | Quito     | Ecuador  | Bandera de Ecuador  | 4:0 (1:0) | Bandera de Uruguay   | Uruguay   |

#### Segunda ronda
| Fecha                   | Lugar        |           |                      | Resultado |                     |          |
| ----------------------- | ------------ | --------- | -------------------- | --------- | ------------------- | -------- |
| 2 de abril de 1997      | Lima         | Perú      | Bandera de Perú      | 1:1 (0:0) | Bandera de Ecuador  | Ecuador  |
| 30 de abril de 1997     | Buenos Aires | Argentina | Bandera de Argentina | 2:1 (2:0) | Bandera de Ecuador  | Ecuador  |
| 8 de junio de 1997      | Quito        | Ecuador   | Bandera de Ecuador   | 1:1 (1:0) | Bandera de Chile    | Chile    |
| 6 de julio de 1997      | Maracaibo    | Venezuela | Bandera de Venezuela | 1:1 (0:0) | Bandera de Ecuador  | Ecuador  |
| 20 de julio de 1997     | Barranquilla | Colombia  | Bandera de Colombia  | 1:0 (0:0) | Bandera de Ecuador  | Ecuador  |
| 20 de agosto de 1997    | Quito        | Ecuador   | Bandera de Ecuador   | 2:1 (0:1) | Bandera de Paraguay | Paraguay |
| 12 de octubre de 1997   | Guayaquil    | Ecuador   | Bandera de Ecuador   | 1:0 (1:0) | Bandera de Bolivia  | Bolivia  |
| 16 de noviembre de 1997 | Maldonado    | Uruguay   | Bandera de Uruguay   | 5:3 (2:1) | Bandera de Ecuador  | Ecuador  |

## Eliminatorias delsigloXXI

### Eliminatorias paraCorea - Japón 2002
- Información según FIFA[13]

#### Primera ronda
| Fecha                   | Lugar        |           |                      | Resultado |                      |           |
| ----------------------- | ------------ | --------- | -------------------- | --------- | -------------------- | --------- |
| 29 de marzo de 2000     | Quito        | Ecuador   | Bandera de Ecuador   | 2:0 (1:0) | Bandera de Venezuela | Venezuela |
| 26 de abril de 2000     | São Paulo    | Brasil    | Bandera de Brasil    | 3:2 (2:1) | Bandera de Ecuador   | Ecuador   |
| 3 de junio de 2000      | Asunción     | Paraguay  | Bandera de Paraguay  | 3:1 (2:0) | Bandera de Ecuador   | Ecuador   |
| 29 de junio de 2000     | Quito        | Ecuador   | Bandera de Ecuador   | 2:1 (1:0) | Bandera de Perú      | Perú      |
| 19 de julio de 2000     | Buenos Aires | Argentina | Bandera de Argentina | 2:0 (1:0) | Bandera de Ecuador   | Ecuador   |
| 25 de julio de 2000     | Quito        | Ecuador   | Bandera de Ecuador   | 0:0       | Bandera de Colombia  | Colombia  |
| 16 de agosto de 2000    | Quito        | Ecuador   | Bandera de Ecuador   | 2:0 (1:0) | Bandera de Bolivia   | Bolivia   |
| 3 de septiembre de 2000 | Montevideo   | Uruguay   | Bandera de Uruguay   | 4:0 (2:0) | Bandera de Ecuador   | Ecuador   |
| 8 de octubre de 2000    | Quito        | Ecuador   | Bandera de Ecuador   | 1:0 (0:0) | Bandera de Chile     | Chile     |

#### Segunda ronda
| Fecha                   | Lugar     |           |                      | Resultado |                      |           |
| ----------------------- | --------- | --------- | -------------------- | --------- | -------------------- | --------- |
| 15 de noviembre de 2000 | Maracaibo | Venezuela | Bandera de Venezuela | 1:2 (0:2) | Bandera de Ecuador   | Ecuador   |
| 28 de marzo de 2001     | Quito     | Ecuador   | Bandera de Ecuador   | 1:0 (0:0) | Bandera de Brasil    | Brasil    |
| 24 de abril de 2001     | Quito     | Ecuador   | Bandera de Ecuador   | 2:1 (1:1) | Bandera de Paraguay  | Paraguay  |
| 2 de junio de 2001      | Lima      | Perú      | Bandera de Perú      | 1:2 (1:1) | Bandera de Ecuador   | Ecuador   |
| 15 de agosto de 2001    | Quito     | Ecuador   | Bandera de Ecuador   | 0:2 (0:2) | Bandera de Argentina | Argentina |
| 5 de septiembre de 2001 | Bogotá    | Colombia  | Bandera de Colombia  | 0:0       | Bandera de Ecuador   | Ecuador   |
| 6 de octubre de 2001    | La Paz    | Bolivia   | Bandera de Bolivia   | 1:5 (0:2) | Bandera de Ecuador   | Ecuador   |
| 7 de noviembre de 2001  | Quito     | Ecuador   | Bandera de Ecuador   | 1:1 (0:1) | Bandera de Uruguay   | Uruguay   |
| 14 de noviembre de 2001 | Santiago  | Chile     | Bandera de Chile     | 0:0       | Bandera de Ecuador   | Ecuador   |

### Eliminatorias paraAlemania 2006
- Información según FIFA[14]

#### Primera ronda
| Fecha                    | Lugar        |           |                      | Resultado |                      |           |
| ------------------------ | ------------ | --------- | -------------------- | --------- | -------------------- | --------- |
| 6 de septiembre de 2003  | Quito        | Ecuador   | Bandera de Ecuador   | 2:0 (1:0) | Bandera de Venezuela | Venezuela |
| 10 de septiembre de 2003 | Manaus       | Brasil    | Bandera de Brasil    | 1:0 (1:0) | Bandera de Ecuador   | Ecuador   |
| 15 de noviembre de 2003  | Asunción     | Paraguay  | Bandera de Paraguay  | 2:1 (1:0) | Bandera de Ecuador   | Ecuador   |
| 19 de noviembre de 2003  | Quito        | Ecuador   | Bandera de Ecuador   | 0:0       | Bandera de Perú      | Perú      |
| 30 de marzo de 2004      | Buenos Aires | Argentina | Bandera de Argentina | 1:0 (0:0) | Bandera de Ecuador   | Ecuador   |
| 2 de junio de 2004       | Quito        | Ecuador   | Bandera de Ecuador   | 2:1 (1:0) | Bandera de Colombia  | Colombia  |
| 5 de junio de 2004       | Quito        | Ecuador   | Bandera de Ecuador   | 3:2 (3:0) | Bandera de Bolivia   | Bolivia   |
| 5 de septiembre de 2004  | Montevideo   | Uruguay   | Bandera de Uruguay   | 1:0 (0:0) | Bandera de Ecuador   | Ecuador   |
| 10 de octubre de 2004    | Quito        | Ecuador   | Bandera de Ecuador   | 2:0 (0:0) | Bandera de Chile     | Chile     |

#### Segunda ronda
| Fecha                   | Lugar         |           |                      | Resultado |                      |           |
| ----------------------- | ------------- | --------- | -------------------- | --------- | -------------------- | --------- |
| 14 de octubre de 2004   | San Cristóbal | Venezuela | Bandera de Venezuela | 3:1 (1:1) | Bandera de Ecuador   | Ecuador   |
| 17 de noviembre de 2004 | Quito         | Ecuador   | Bandera de Ecuador   | 1:0 (0:0) | Bandera de Brasil    | Brasil    |
| 27 de marzo de 2005     | Quito         | Ecuador   | Bandera de Ecuador   | 5:2 (2:2) | Bandera de Paraguay  | Paraguay  |
| 30 de marzo de 2005     | Lima          | Perú      | Bandera de Perú      | 2:2 (1:2) | Bandera de Ecuador   | Ecuador   |
| 4 de junio de 2005      | Quito         | Ecuador   | Bandera de Ecuador   | 2:0 (0:0) | Bandera de Argentina | Argentina |
| 8 de junio de 2005      | Barranquilla  | Colombia  | Bandera de Colombia  | 3:0 (2:0) | Bandera de Ecuador   | Ecuador   |
| 3 de septiembre de 2005 | La Paz        | Bolivia   | Bandera de Bolivia   | 1:2 (1:1) | Bandera de Ecuador   | Ecuador   |
| 8 de octubre de 2005    | Quito         | Ecuador   | Bandera de Ecuador   | 0:0       | Bandera de Uruguay   | Uruguay   |
| 12 de octubre de 2005   | Santiago      | Chile     | Bandera de Chile     | 0:0       | Bandera de Ecuador   | Ecuador   |

### Eliminatorias paraSudáfrica 2010
- Información según FIFA[15]

#### Primera ronda
| Fecha                    | Lugar          |           |                      | Resultado |                      |           |
| ------------------------ | -------------- | --------- | -------------------- | --------- | -------------------- | --------- |
| 13 de octubre de 2007    | Quito          | Ecuador   | Bandera de Ecuador   | 0:1 (0:0) | Bandera de Venezuela | Venezuela |
| 17 de octubre de 2007    | Río de Janeiro | Brasil    | Bandera de Brasil    | 5:0 (1:0) | Bandera de Ecuador   | Ecuador   |
| 17 de noviembre de 2007  | Asunción       | Paraguay  | Bandera de Paraguay  | 5:1 (2:0) | Bandera de Ecuador   | Ecuador   |
| 21 de noviembre de 2007  | Quito          | Ecuador   | Bandera de Ecuador   | 5:1 (3:0) | Bandera de Perú      | Perú      |
| 15 de junio de 2008      | Buenos Aires   | Argentina | Bandera de Argentina | 1:1 (0:0) | Bandera de Ecuador   | Ecuador   |
| 18 de junio de 2008      | Quito          | Ecuador   | Bandera de Ecuador   | 0:0       | Bandera de Colombia  | Colombia  |
| 6 de septiembre de 2008  | Quito          | Ecuador   | Bandera de Ecuador   | 3:1 (1:1) | Bandera de Bolivia   | Bolivia   |
| 10 de septiembre de 2008 | Montevideo     | Uruguay   | Bandera de Uruguay   | 0:0       | Bandera de Ecuador   | Ecuador   |
| 12 de octubre de 2008    | Quito          | Ecuador   | Bandera de Ecuador   | 1:0 (0:0) | Bandera de Chile     | Chile     |

#### Segunda ronda
| Fecha                   | Lugar          |           |                      | Resultado |                      |           |
| ----------------------- | -------------- | --------- | -------------------- | --------- | -------------------- | --------- |
| 15 de octubre de 2008   | Puerto La Cruz | Venezuela | Bandera de Venezuela | 3:1 (0:1) | Bandera de Ecuador   | Ecuador   |
| 29 de marzo de 2009     | Quito          | Ecuador   | Bandera de Ecuador   | 1:1 (0:0) | Bandera de Brasil    | Brasil    |
| 1 de abril de 2009      | Quito          | Ecuador   | Bandera de Ecuador   | 1:1 (0:0) | Bandera de Paraguay  | Paraguay  |
| 7 de junio de 2009      | Lima           | Perú      | Bandera de Perú      | 1:2 (0:1) | Bandera de Ecuador   | Ecuador   |
| 10 de junio de 2009     | Quito          | Ecuador   | Bandera de Ecuador   | 2:0 (0:0) | Bandera de Argentina | Argentina |
| 5 de septiembre de 2009 | Medellín       | Colombia  | Bandera de Colombia  | 2:0 (0:0) | Bandera de Ecuador   | Ecuador   |
| 9 de septiembre de 2009 | La Paz         | Bolivia   | Bandera de Bolivia   | 1:3 (0:1) | Bandera de Ecuador   | Ecuador   |
| 10 de octubre de 2009   | Quito          | Ecuador   | Bandera de Ecuador   | 1:2 (0:0) | Bandera de Uruguay   | Uruguay   |
| 14 de octubre de 2009   | Santiago       | Chile     | Bandera de Chile     | 1:0 (0:0) | Bandera de Ecuador   | Ecuador   |

### Eliminatorias paraBrasil 2014
- Información según FIFA[16]

#### Primera ronda
| Fecha                    | Lugar        |           |                      | Resultado |                      |           |
| ------------------------ | ------------ | --------- | -------------------- | --------- | -------------------- | --------- |
| 7 de octubre de 2011     | Quito        | Ecuador   | Bandera de Ecuador   | 2:0 (2:0) | Bandera de Venezuela | Venezuela |
| 11 de noviembre de 2011  | Asunción     | Paraguay  | Bandera de Paraguay  | 2:1 (0:0) | Bandera de Ecuador   | Ecuador   |
| 15 de noviembre de 2011  | Quito        | Ecuador   | Bandera de Ecuador   | 2:0 (0:0) | Bandera de Perú      | Perú      |
| 2 de junio de 2012       | Buenos Aires | Argentina | Bandera de Argentina | 4:0 (3:0) | Bandera de Ecuador   | Ecuador   |
| 10 de junio de 2012      | Quito        | Ecuador   | Bandera de Ecuador   | 1:0 (0:0) | Bandera de Colombia  | Colombia  |
| 7 de septiembre de 2012  | Quito        | Ecuador   | Bandera de Ecuador   | 1:0 (0:0) | Bandera de Bolivia   | Bolivia   |
| 11 de septiembre de 2012 | Montevideo   | Uruguay   | Bandera de Uruguay   | 1:1 (0:1) | Bandera de Ecuador   | Ecuador   |
| 12 de octubre de 2012    | Quito        | Ecuador   | Bandera de Ecuador   | 3:1 (1:1) | Bandera de Chile     | Chile     |

#### Segunda ronda
| Fecha                    | Lugar          |           |                      | Resultado |                      |           |
| ------------------------ | -------------- | --------- | -------------------- | --------- | -------------------- | --------- |
| 16 de octubre de 2012    | Puerto La Cruz | Venezuela | Bandera de Venezuela | 1:1 (1:1) | Bandera de Ecuador   | Ecuador   |
| 26 de marzo de 2013      | Quito          | Ecuador   | Bandera de Ecuador   | 4:1 (1:1) | Bandera de Paraguay  | Paraguay  |
| 7 de junio de 2013       | Lima           | Perú      | Bandera de Perú      | 1:0 (1:0) | Bandera de Ecuador   | Ecuador   |
| 11 de junio de 2013      | Quito          | Ecuador   | Bandera de Ecuador   | 1:1 (1:1) | Bandera de Argentina | Argentina |
| 6 de septiembre de 2013  | Barranquilla   | Colombia  | Bandera de Colombia  | 1:0 (1:0) | Bandera de Ecuador   | Ecuador   |
| 10 de septiembre de 2013 | La Paz         | Bolivia   | Bandera de Bolivia   | 1:1 (0:0) | Bandera de Ecuador   | Ecuador   |
| 11 de octubre de 2013    | Quito          | Ecuador   | Bandera de Ecuador   | 1:0 (1:0) | Bandera de Uruguay   | Uruguay   |
| 15 de octubre de 2013    | Santiago       | Chile     | Bandera de Chile     | 2:1 (2:0) | Bandera de Ecuador   | Ecuador   |

### Eliminatorias paraRusia 2018
- Información según CeroaCero[17]

#### Primera ronda
| Fecha                   | Lugar          |           |                      | Resultado |                     |          |
| ----------------------- | -------------- | --------- | -------------------- | --------- | ------------------- | -------- |
| 8 de octubre de 2015    | Buenos Aires   | Argentina | Bandera de Argentina | 0:2 (0:0) | Bandera de Ecuador  | Ecuador  |
| 13 de octubre de 2015   | Quito          | Ecuador   | Bandera de Ecuador   | 2:0 (0:0) | Bandera de Bolivia  | Bolivia  |
| 12 de noviembre de 2015 | Quito          | Ecuador   | Bandera de Ecuador   | 2:1 (1:0) | Bandera de Uruguay  | Uruguay  |
| 17 de noviembre de 2015 | Ciudad Guayana | Venezuela | Bandera de Venezuela | 1:3 (0:2) | Bandera de Ecuador  | Ecuador  |
| 24 de marzo de 2016     | Quito          | Ecuador   | Bandera de Ecuador   | 2:2 (1:1) | Bandera de Paraguay | Paraguay |
| 29 de marzo de 2016     | Barranquilla   | Colombia  | Bandera de Colombia  | 3:1 (1:0) | Bandera de Ecuador  | Ecuador  |
| 1 de septiembre de 2016 | Quito          | Ecuador   | Bandera de Ecuador   | 0:3 (0:0) | Bandera de Brasil   | Brasil   |
| 6 de septiembre de 2016 | Lima           | Perú      | Bandera de Perú      | 2:1 (1:1) | Bandera de Ecuador  | Ecuador  |
| 6 de octubre de 2016    | Quito          | Ecuador   | Bandera de Ecuador   | 3:0 (2:0) | Bandera de Chile    | Chile    |

#### Segunda ronda
| Fecha                   | Lugar        |          |                     | Resultado |                      |           |
| ----------------------- | ------------ | -------- | ------------------- | --------- | -------------------- | --------- |
| 11 de octubre de 2016   | La Paz       | Bolivia  | Bandera de Bolivia  | 2:2 (2:0) | Bandera de Ecuador   | Ecuador   |
| 10 de noviembre de 2016 | Montevideo   | Uruguay  | Bandera de Uruguay  | 2:1 (2:1) | Bandera de Ecuador   | Ecuador   |
| 15 de noviembre de 2016 | Quito        | Ecuador  | Bandera de Ecuador  | 3:0 (0:0) | Bandera de Venezuela | Venezuela |
| 23 de marzo de 2017     | Asunción     | Paraguay | Bandera de Paraguay | 2:1 (1:0) | Bandera de Ecuador   | Ecuador   |
| 28 de marzo de 2017     | Quito        | Ecuador  | Bandera de Ecuador  | 0:2 (0:2) | Bandera de Colombia  | Colombia  |
| 31 de agosto de 2017    | Porto Alegre | Brasil   | Bandera de Brasil   | 2:0 (0:0) | Bandera de Ecuador   | Ecuador   |
| 5 de septiembre de 2017 | Quito        | Ecuador  | Bandera de Ecuador  | 1:2 (0:0) | Bandera de Perú      | Perú      |
| 5 de octubre de 2017    | Santiago     | Chile    | Bandera de Chile    | 2:1 (1:0) | Bandera de Ecuador   | Ecuador   |
| 10 de octubre de 2017   | Quito        | Ecuador  | Bandera de Ecuador  | 1:3 (1:2) | Bandera de Argentina | Argentina |

### Eliminatorias paraCatar 2022
- Información según CeroaCero[18]

#### Primera ronda
| Fecha                   | Lugar        |           |                      | Resultado |                     |          |
| ----------------------- | ------------ | --------- | -------------------- | --------- | ------------------- | -------- |
| 8 de octubre de 2020    | Buenos Aires | Argentina | Bandera de Argentina | 1:0 (1:0) | Bandera de Ecuador  | Ecuador  |
| 13 de octubre de 2020   | Quito        | Ecuador   | Bandera de Ecuador   | 4:2 (2:0) | Bandera de Uruguay  | Uruguay  |
| 12 de noviembre de 2020 | La Paz       | Bolivia   | Bandera de Bolivia   | 2:3 (1:0) | Bandera de Ecuador  | Ecuador  |
| 17 de noviembre de 2020 | Quito        | Ecuador   | Bandera de Ecuador   | 6:1 (4:1) | Bandera de Colombia | Colombia |
| 10 de octubre de 2021   | Caracas      | Venezuela | Bandera de Venezuela | 2:1 (1:1) | Bandera de Ecuador  | Ecuador  |
| 5 de septiembre de 2021 | Quito        | Ecuador   | Bandera de Ecuador   | 0:0       | Bandera de Chile    | Chile    |
| 4 de junio de 2021      | Porto Alegre | Brasil    | Bandera de Brasil    | 2:0 (0:0) | Bandera de Ecuador  | Ecuador  |
| 8 de junio de 2021      | Quito        | Ecuador   | Bandera de Ecuador   | 1:2 (0:0) | Bandera de Perú     | Perú     |
| 2 de septiembre de 2021 | Quito        | Ecuador   | Bandera de Ecuador   | 2:0 (0:0) | Bandera de Paraguay | Paraguay |

#### Segunda ronda
| Fecha                   | Lugar           |          |                     | Resultado |                      |           |
| ----------------------- | --------------- | -------- | ------------------- | --------- | -------------------- | --------- |
| 9 de septiembre de 2021 | Montevideo      | Uruguay  | Bandera de Uruguay  | 1:0 (0:0) | Bandera de Ecuador   | Ecuador   |
| 7 de octubre de 2021    | Guayaquil       | Ecuador  | Bandera de Ecuador  | 3:0 (3:0) | Bandera de Bolivia   | Bolivia   |
| 14 de octubre de 2021   | Barranquilla    | Colombia | Bandera de Colombia | 0:0       | Bandera de Ecuador   | Ecuador   |
| 11 de noviembre de 2021 | Quito           | Ecuador  | Bandera de Ecuador  | 1:0 (1:0) | Bandera de Venezuela | Venezuela |
| 16 de noviembre de 2021 | Santiago        | Chile    | Bandera de Chile    | 0:2 (0:1) | Bandera de Ecuador   | Ecuador   |
| 27 de enero de 2022     | Quito           | Ecuador  | Bandera de Ecuador  | 1:1 (0:1) | Bandera de Brasil    | Brasil    |
| 1 de febrero de 2022    | Lima            | Perú     | Bandera de Perú     | 1:1 (0:1) | Bandera de Ecuador   | Ecuador   |
| 24 de marzo de 2022     | Ciudad del Este | Paraguay | Bandera de Paraguay | 3:1 (2:0) | Bandera de Ecuador   | Ecuador   |
| 29 de marzo de 2022     | Guayaquil       | Ecuador  | Bandera de Ecuador  | 1:1 (0:1) | Bandera de Argentina | Argentina |

### Eliminatorias paraCanadá, Estados Unidos y México 2026

#### Primera ronda
| Fecha                    | Lugar        |           |                      | Resultado |                     |          |
| ------------------------ | ------------ | --------- | -------------------- | --------- | ------------------- | -------- |
| 7 de septiembre de 2023  | Buenos Aires | Argentina | Bandera de Argentina | 1:0 (0:0) | Bandera de Ecuador  | Ecuador  |
| 12 de septiembre de 2023 | Quito        | Ecuador   | Bandera de Ecuador   | 2:1 (1:1) | Bandera de Uruguay  | Uruguay  |
| 12 de octubre de 2023    | La Paz       | Bolivia   | Bandera de Bolivia   | 1:2 (0:1) | Bandera de Ecuador  | Ecuador  |
| 17 de octubre de 2023    | Quito        | Ecuador   | Bandera de Ecuador   | 0:0       | Bandera de Colombia | Colombia |
| 16 de noviembre de 2023  | Maturín      | Venezuela | Bandera de Venezuela | 0:0       | Bandera de Ecuador  | Ecuador  |
| 21 de noviembre de 2023  | Quito        | Ecuador   | Bandera de Ecuador   | 1:0 (1:0) | Bandera de Chile    | Chile    |
| 6 de septiembre de 2024  | Curitiba     | Brasil    | Bandera de Brasil    | 1:0 (1:0) | Bandera de Ecuador  | Ecuador  |
| 10 de septiembre de 2024 | Quito        | Ecuador   | Bandera de Ecuador   | 1:0 (0:0) | Bandera de Perú     | Perú     |
| 10 de octubre de 2024    | Quito        | Ecuador   | Bandera de Ecuador   | 0:0       | Bandera de Paraguay | Paraguay |

#### Segunda ronda
| Fecha                   | Lugar        |          |                     | Resultado |                      |           |
| ----------------------- | ------------ | -------- | ------------------- | --------- | -------------------- | --------- |
| 15 de octubre de 2024   | Montevideo   | Uruguay  | Bandera de Uruguay  | 0:0       | Bandera de Ecuador   | Ecuador   |
| 14 de noviembre de 2024 | Guayaquil    | Ecuador  | Bandera de Ecuador  | 4:0 (2:0) | Bandera de Bolivia   | Bolivia   |
| 19 de noviembre de 2024 | Barranquilla | Colombia | Bandera de Colombia | 0:1 (0:1) | Bandera de Ecuador   | Ecuador   |
| 21 de marzo de 2025     | Quito        | Ecuador  | Bandera de Ecuador  | 2:1 (1:0) | Bandera de Venezuela | Venezuela |
| 25 de marzo de 2025     | Santiago     | Chile    | Bandera de Chile    | 0:0       | Bandera de Ecuador   | Ecuador   |
| 5 de junio de 2025      | Guayaquil    | Ecuador  | Bandera de Ecuador  | 0:0       | Bandera de Brasil    | Brasil    |
| 10 de junio de 2025     | Lima         | Perú     | Bandera de Perú     | 0:0       | Bandera de Ecuador   | Ecuador   |
| 4 de septiembre de 2025 | Asunción     | Paraguay | Bandera de Paraguay | vs.       | Bandera de Ecuador   | Ecuador   |
| 9 de septiembre de 2025 | Guayaquil    | Ecuador  | Bandera de Ecuador  | vs.       | Bandera de Argentina | Argentina |